# Lazarus von Mamula
Lazarus von Mamula báró, németül: Lazarus Freiherr von Mamula, szerbül: барон Лазар Мамула, baron Lazar Mamula (Gomirje, Horvátország, 1795. május 22. – Bécs, 1878. január 12.) osztrák császári táborszernagy, 1859-1865 között a Dalmát Királyság kormányzója ill. császári-királyi helytartója.

## Pályafutása
Mérnökkari akadémiát végzett, 1815-től hadfi volt a mérnökkarnál. 1831-től százados. 1833-39-ben Tirolban szolgált. 1841-ben őrnaggyá léptették elő.
1848-ban már ezredes, decembertől a stájer-horvát hadtest vezérkari főnökeként vett részt az Eszék majd Pétervárad elleni hadműveletekben. 1849 februárjától dandárparancsnok. 1849. március 29-én a Kamenicz-Karlovitz közötti sáncok védelmében kitüntette magát, és sikeresen verte vissza a túlerejű magyar erők támadását, ezért megkapta a Katonai Mária Terézia-rend lovagkeresztjét. Május 25-én bevette a péterváradi várőrség által épített sáncokat. Megkapta a Katonai Érdemkeresztet, a hadi ékítménnyel. 1850-ben vezérőrnaggyá léptették elő, 1851-ben pedig bárói rangra emelték. 1853-ban altábornaggyá léptették elő, és hadosztályparancsok lett Dalmáciában.
1859-ben, Josip Jelačić bán, tábornagy elhunytakor Mamula altábornagy lett a Dalmát Királyság polgári és katonai kormányzója. 1861-ben (a februári pátens kiadása és a dalmát tartományi gyűlés megalakulása után) ugyanott császári tartományfőnöki (helytartói) kinevezést kapott. E tisztséget 1865-ig töltötte be, ekkor szembetegsége miatt kérte nyugállományba helyezését. Táborszernagyi rangban vonult vissza. Megkapta a Lipót-rendet is.